# 4689 Donn
4689 Donn eller 1980 YB är en asteroid i huvudbältet som upptäcktes den 30 december 1980 av den amerikanske astronomen Edward L.G. Bowell vid Anderson Mesa Station. Den är uppkallad efter Bertram Donn.
Asteroiden har en diameter på ungefär 6 kilometer.